# Diecezja Cork i Ross
Diecezja Cork i Ross (ang. Diocese of Cork and Ross, irl. Deoise Chorcaí agus an Rois, łac. Dioecesis Corcagiensis et Rossensis) – diecezja Kościoła katolickiego w Irlandii w metropolii Cashel-Emly. Stolica biskupia w Corku została ustanowiona w VII wieku, zaś w swej dzisiejszej postaci diecezja powstała 19 kwietnia 1958 roku, w wyniku połączenia diecezji Cork i diecezji Ross. W przełożeniu na świecki podział administracyjny, diecezja obejmuje południowo-zachodnią część prowincji Munster.